# Керн, Фрэнк Данн
Фрэнк Данн Керн (англ. Frank Dunn Kern, 1883—1973) — американский миколог и фитопатолог.

## Биография
Родился 29 июня 1883 года в городке Рейнбек в центральной части Айовы. Учился в Айовском университете, в 1904 году окончил его со степенью бакалавра, затем работал агентом Министерства сельского хозяйства США и ассистентом Джозефа Чарльза Артура на Сельскохозяйственной экспериментальной станции Пердью. В 1907 году Керн получил степень магистра в Университете Пердью.
За время совместной работы с Артуром Керн начал углублённое изучение рода ржавчинных грибов Гимноспорангиум. До него в Америке систематикой этого рода после серии работ Фарлоу и Тэкстера в 1880—1891 годах практически не занимались. В 1910 году Керн перешёл в Колумбийский университет Нью-Йорка, в 1911 году защитил диссертацию, посвящённую гимноспорангиуму, на соискание степени доктора философии.
С 1910 года Керн работал инструктором по криптогамической ботанике в Пердью, с 1913 года — руководил кафедрой ботаники Колледжа штата Пенсильвания.
В 1924 году Керн, Херберт Хайс Уэтзел и Карлос Эухенио Чардон посетили Пуэрто-Рико. Через Чардона Керн и Уэтзел познакомились со многими микологами Латинской Америки, начали печатать совместные труды по ржавчинным грибам Пуэрто-Рико, Колумбии, Венесуэлы.
В 1914 году Керн был избран вице-президентом Американского фитопатологического общества, в 1945 году — президентом Микологического общества Америки. В 1926 году Университет Пуэрто-Рико присвоил Керну почётную степень доктора наук. Также Керн был членом Ботанического общества Америки.
Скончался Фрэнд Данн Керн 28 сентября 1973 года в возрасте 90 лет.

## Некоторые научные работы
- Kern, F.D. The essentials of plant biology. — 1947. — 440 p.
- Kern, F.D. A revised taxonomic account of Gymnosporangium. — 1973. — 134 p. — ISBN 0-271-01105-X.

## Роды, названные в честь Ф. Керна
- Kernia Nieuwl., 1916, nom. nov.
- Kernia Thirum., 1947, nom. illeg. ≡ Kernella Thirum., 1949, nom. nov.
- Kerniomyces Toro, 1939